# Macrocalamus gentingensis
Macrocalamus gentingensis là một loài rắn trong họ Rắn nước. Loài này được Yaakob & Lim mô tả khoa học đầu tiên năm 2002.